# Land- und Stadtgericht Angerburg

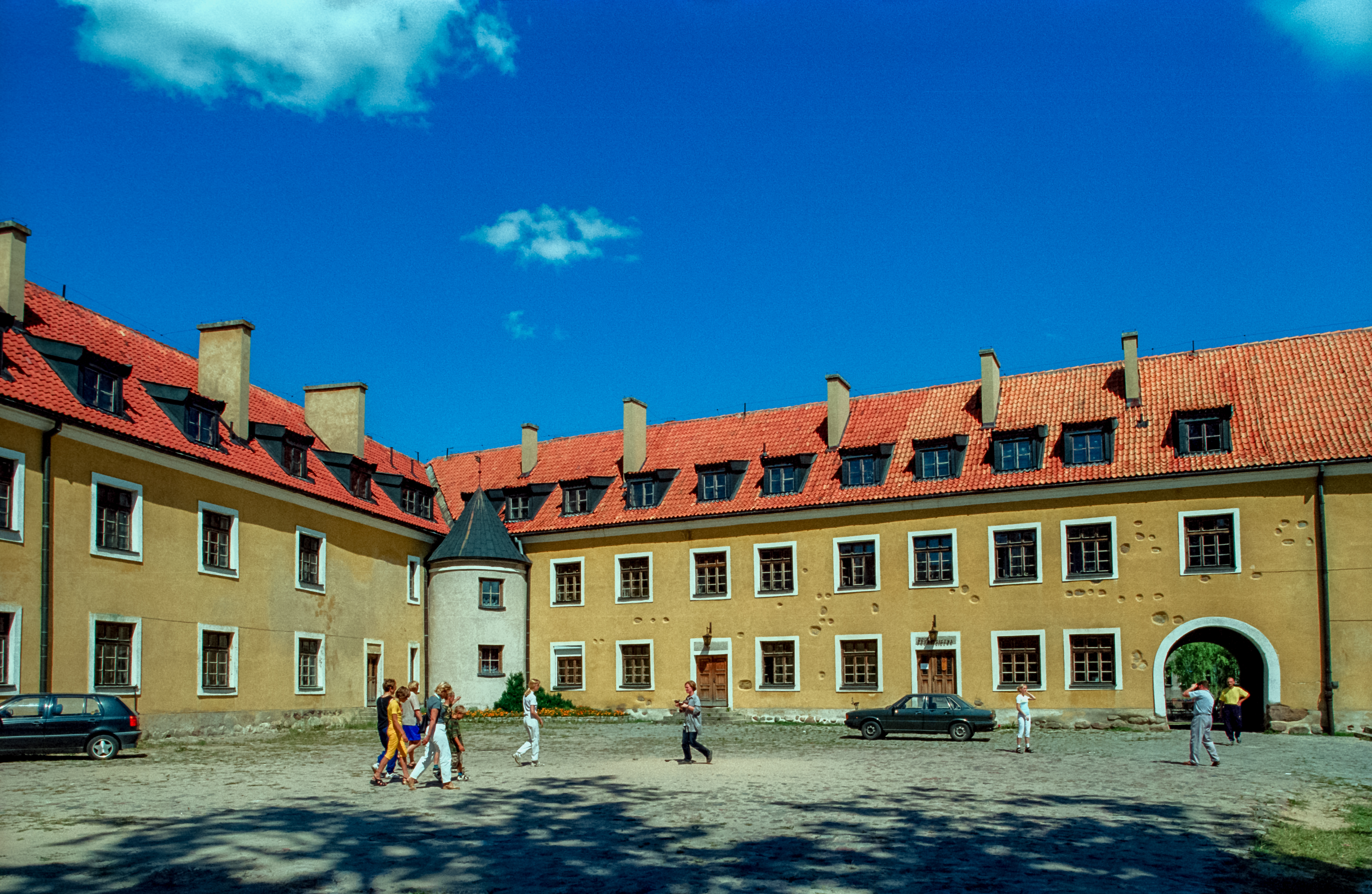
Schloss Angerburg, Sitz des Gerichtes

Das Land- und Stadtgericht Angerburg war von 1824 bis 1849 ein preußisches Land- und Stadtgericht mit Sitz in der Stadt Angerburg in der Provinz Preußen.

## Geschichte
In Angerburg bestand bis 1824 das Stadt- und Amtsgericht Angerburg. 1824 wurde daraus das Land- und Stadtgericht Angerburg gebildet. Es war ein Gericht 2. Klasse (später: 1. Klasse) im Sprengel des Oberlandesgerichts Insterburg. 
Sein Gerichtsbezirk umfasste die Stadt Angerburg mit 2931 Gerichtseingesessenen und 41 Ortschaften mit 7596 Gerichtseingesessenen (zusammen also 10.527 Gerichtseingesessene). Am Gericht waren ein Land- und Stadtrichter und zwei weitere Mitarbeiter beschäftigt. Das Gericht hatte seinen Sitz im Schloss Angerburg.
Nach der Märzrevolution wurden 1849 einheitlich Kreisgerichte gebildet. In Angerburg entstand das Kreisgericht Angerburg.